# NGC 4639
NGC 4639 este o galaxie spirală situată în constelația Fecioara. A fost descoperită în 12 aprilie 1784 de către William Herschel. Se află la o distanță de 22,39 de megaparseci de Pământ.